# Federico III. da Montefeltro
Federico da Montefeltro službeno Federico III da Montefeltro (Gubbio, 7. lipnja 1422. – Ferrara, 10. rujna 1482.), bio je nezakoniti sin Guidantonija Montefeltra kneza Urbina i Montefeltra, koji je nakon smrti brata postao vojvoda vojvodstva Urbino.
Federico je bio jedan od najpopularnijih likova renesanse, veliki i rafinirani mecena umjetnosti i književnosti, neobično vješti vođa i političar.
Kao kondotjer istaknuo se u službi napuljskog kralja Ferdinanda I. (1460.), a zatim pape Pia II. u borbi protiv Sigismonda Pandolfa Malateste, vladara Riminija (1417. – 1468.), na čiji je račun proširio svoje vojvodstvo 1463. Proslavio se u bitci kod Molinella 1467., kad je kao vojskovođa Italskog saveza, na čije čelo je stupio 1466. pobijedio snage Mletačke Republike, a zatim se uspješno opirao ekspanzionističkim namjerama papa.

## Životopis
Iako izvanbračni sin, on je ipak bio član dinastije Montefeltro, pa je u mladosti dobio solidno obrazovanje kao učenik Vittorina Feltrea velikog pedagoga i humaniste. Jedno vrijeme pridružio se najamničkoj skupini kondotjera Niccola Piccinina u kojoj je izučio vojnički zanat. Papa Eugen IV. dodijelio mu je 1443. titulu vikara. Oženio se s relativno bogatom Gentile Brancaleoni, koja mu je u miraz donijela dosta zemlje, a pravi preokret u njegovom životu desio se 1444. kad je stupio na čelo Vojvodstva Urbino na mjesto ubijenog brata Oddantonija. Federico se odlično snašao na tronu, i imao istaknutu ulogu u politici onog vremena na Apeninskom poluotoku.
Kao kondotjer borio se na račun milanske i firentinske milicije sve do 1451., kada je stupio u službu napuljskog kralja Ferdinanda I. koji se borio protiv Anžuvinaca i vlastitih pobunjenih feudalaca. U njegovo ime odnio je pobjedu u bitci kod San Fabiana d'Ascoli, 22. lipnja 1460. Nakon toga je stupio u službu pape Pia II. u borivši se protiv Sigismonda Pandolfa Malateste iz Riminija, koji je zauzeo dva grada u Markama; Senigalliu (1462.) i Fano (1463.). Federico je odnio odlučujuću pobjedu i na njegov račun uvećao svoje vojvodstvo.
Na vrhuncu svoje karijere Federico Montefeltro postao je zapovjednik Italskog saveza - 1466. Kao vojskovođa tog saveza uspio je pobijediti u bitci kod Molinella 23. lipnja 1467., snage Mletačke Republike koje je vodio njegov protivnik kondotjer Bartolomeo Colleoni.
U kasnijim godinama borio se protiv papa koji su nagrnuli na njegovo vojvodsvo i preostale posjede dinastije Malatesta, a nakon pobjede u bitci kod Mulazzana 30. kolovoza 1469. uspio je osigurati Robertu, sinu Sigismonda Pandolfa Malateste (koji ga je nasljedio 1468.) vlast u Riminiju.
Stvarno stanje na terenu, na kraju je morao prihvatiti i papa Siksto IV. i priznati mu status vojvode 1474., jer je tada njegov posjed bio tri puta veći, od one koju je naslijedio.
Federico je 1472. za račun Firentinaca uspio savladati pobunjenu Volterru i vratiti je pod firentinsku vlast.
Federico se silno obogatio kao jedan od najuspješnijih kondotjera svog vremena. Bio je poznat po tome što je sklapao kratkoročne ugovore i tražio isplatu isključivo za gotovinu. Često je mijenjao strane, po principu tko više da, pa se nikad nije znalo na koju će se stranu okrenuti, što je po nekima postala tipična talijanska karakteristika zvana settebandiere (sedam zastava). Tako se jednom borio za Firencu protiv pape da bi uskoro okrenuo stranu i ponio papinsku zastava na čelu vojske protiv Firence.
Svoje veliko bogatstvo nakupljeno stalnim ratovanjem utrošio je na opremu svog sjajnog dvorca Duždeve palače (koji je po njegovim željama projektirao Lucijan Vranjanin) u Urbinu, kroz koji su prodifelirala gotovo sva velika imena talijanske renesanse.
Kao sjajan i inteligentni mecena, Federico Montefeltro uspio je prikupiti vrijednu zbirku knjiga i rukopisa, pa je imao jednu od najvećih biblioteka u tadašnjoj Europi, koja se sada čuva u Vatikanskoj apostolskoj knjižnici.
Njegov portret, sa sinom Guidobaldom, odlično oslikava Federica i prikazuje njegovu dvojnost, s jedne strane kao učenog čovjeka, ali i ratnika, jer se na njoj lijepo vidi kako studiozno čita težak tekst, ali mu je istovremeno kaciga pokraj njega - zlu ne trebalo. Kao i na svim ostalim portretima, uključujući i onaj koji je naslikao Piero della Francesca, Federica prikazuje samo svojim lijevim profilom, desni nije dao slikati, jer je bio osakaćen od mača, izbijeno mu je oko i komad nosa.

### Nakon smrti
Nakon njegove smrti 1482., naslijedio ga je boležljivi sin Guidobaldo, on je ipak uz pomoć svoje emancipirane žene Elisabete Gonzage uspio očuvati svoje vojvodstvo, kao i dotadašnji sjaj Duždeve palače.
Njihov prijatelj književnik Baldassare Castiglione upravo je u dvoru u Urbinu napisao svoje slavno djelo Dvoranin raspravu o savršenom liku renesansnog vladara.
Nakon njegove smrti 1508., Urbinskim vojvodstvom zavladala je moćna papinska dinastija Della Rovere, i počela stagnacija vojvodstva koje je konačan kraj doživjelo 1631. aneksijom od strane Papinske Države. Blaga nakupljena u Duždevoj palači oduzeta su, a grad Urbino zamro.

## Vanjske poveznice
- (tal.)Federico da Montefeltro na portalu Treccani
- (engl.)Federico da Montefeltro na portalu Marche History